# Mzab
Mzab (amazic: ⴰⵖⵍⴰⵏ, Aɣlan; àrab: مزاب, Mzāb) és una antiga regió del Sàhara algerià, que correspon a la moderna província de Ghadaïa. Té una superfície de 800 km² i és una plana pedregosa amb una altura màxima de 700 metres a l'oest i de 300 a l'est, amb valls fondes anomenades chebka (shabka) del Mzab. Els establiments foren les cinc ciutats fundades pels ibadites a la vall del uadi Mzab (El Ateuf, Bou Noura, Beni Isguen, Melika i la mateixa Ghardaïa), els ksars de Gerrara, Berriane i Metlili, Daya Ben Dahoua (fundada a l'inici del segle xx) i l'oasi de Zelfana. La pluja hi és minsa (60 mm de mitjana, puntes a 1 i 123) i la temperatura mitjana és d'11 graus (puntes a l'estiu d'entre 34 i 50 graus; a l'hivern, pot glaçar). L'aigua es troba a uns 20-30 metres de fondària.

Ghardaïa

La vall del Mzab està inscrita en la llista del Patrimoni de la Humanitat de la UNESCO des del 1982.

## Història
Mzab no s'esmenta abans de la conquesta àrab. Quan van arribar al Magrib, els ibadites i kharigites que fugien de les persecucions omeies es van establir al Djebal Nafusa i van convertir aviat a l'islam les tribus amazigues de la vall del Mzab que eren nòmades en una àmplia zona fins a Tahart, on es va establir el Regne dels rustàmides. El 909, el darrer imam rustàmida es va haver de refugiar a Isedraten (Sedrata), una confederació de ksurs fundada al final del segle vii a la part sud de la regió de la moderna d'Ouargla (Wargla, abans Wargilan). El territori estava al límit entre el nord i el desert i s'hi comerciava en or, esclaus, cereals, cuir, dàtils i altres productes. Els ibadites van acabar fundant, al segle següent, sobretot mercès als Banu Musab locals, un petit estat. L'Atef es va fundar el 1012, Bou Noura el 1046, Beni Isguen (Ar Tisjen) el 1048 o 1053 i Ghadaïa el 1053 o 1085. De Melika (At Amlisht), no es coneix la data, però fou vers la meitat del segle. El 1075, destruïda Isedraten, els habitants van poblar una part el Mzab i l'altra part Ouargla. Al segle xiv, va passar a dependre dels abdalwadites, fins al final de la dinastia al segle xvi.
Amb els segles, l'expansió demogràfica va obligar a fundar-hi nous establiments i, el 1630, es va fundar Lagrara (Guerrara) i el 1679 Barriane. El 1853, per un tractat, es va establir el protectorat francès que en garantia l'autonomia, però la regió fou annexionada el 1882; les normes administratives vigents no es van conservar, però bàsicament eren dues djamaa o assemblees per població, una per als afers administratius i una altra per a la justícia.
El 1896, la població de les cinc ciutats originàries s'estimava en 18.892 habitants i, el 1954, en 25.541 habitants. Va pujar fins a 46.530 el 1966, quan a la resta de pobles hi vivien 40.975 habitants. La província de Ghardaïa tenia el 1987 216.140 habitants, la població de Guerrarra era de 35.351 habitants i la de Berriane de 21.361. Les cinc ciutats (avui pràcticament unides, excepte El Ateuf, una mica separada) tenien aquesta població:
- Ghardaïa 62.251
- Beni Isguen-Melika 21.744
- Bou Noura 18.642
- El Ateuf 8.713
- Total 111.350

Daya Ben Dahoua tenia 5.621 habitants, Metlili 23.616 i Zelfana 4.345. Encara hi ha quatre llogarets, dels quals només Sebseb té una mica d'importància.
Avui dia, els ibadites només representen el 60% de la població i la resta són maliquites. Quasi tots els habitants són amazics. La zona no té altra riquesa que els dàtils i el gas (principalment a Hasi R'mel). El dialecte local, mozabita o tumẓabt, és una variant de l'amazic parlat al Mzab i molt proper a la variant parlada a Ouargla, a l'Oued Righ i a Gourara.